# Деканат Нойзидль-ам-Зе
Деканат Нойзидль-ам-Зе — деканат католической епархии Айзенштадт.
Деканат  включает в себя 15 приходов.

## Приходы с церковными зданиями
| Приход (нем. Pfarre) | Святой покровитель (нем. Patrozinium)                       | Церковное здание (нем. Kirchengebäude)                                     | Изображение (нем. Bild)                 |
| Вайден-ам-Зе (Weiden am See) Райффайзенпплац, 1, 7121 Вайден-ам-Зе, Австрия, тел. +43 (2167) 7200 (нем. Raiffeisenplatz 1, 7121 Weiden/See, Österreich)                                   | Троица (Hl. Dreifaltigkeit)                                 | Приходская церковь Вайден-ам-Зе (Pfarrkirche Weiden am See)                | Приходская церковь Вайден-ам-Зе         |
| Винден-ам-Зе (Winden am See) Хауптштрасе, 26, 7092 Винден-ам-Зе, Австрия, тел. +43 (2160) 8318 (нем. Hauptstraße 26, 7092 Winden/See, Österreich)                                         | Флориан Лорхский (Hl. Florian)                              | Приходская церковь Винден-ам-Зе (Pfarrkirche Winden am See)                | Приходская церковь Винден-ам-Зе         |
| Гаттендорф (Gattendorf) Хауптплац, 5, 2474 Гаттендорф, Австрия, тел. +43 (2142) 5228 (нем. Hauptplatz 5, 2474 Gattendorf, Österreich)                                                     | Троица (Hl. Dreifaltigkeit)                                 | Приходская церковь Гаттендорф (Pfarrkirche Gattendorf)                     | Приходская церковь Гаттендорф           |
| Дойч-Ярндорф (Deutsch Jahrndorf) Дойч-Ярндорф, 2423 Дойч-Ярндорф, Австрия, тел. +43 (2147) 2216 (нем. Deutsch Jahrndorf, 2423 Deutsch Jahrndorf, Österreich)                              | Апостол Варфоломей (Hl. Bartholomäus)                       | Приходская церковь Дойч-Ярндорф (Pfarrkirche Deutsch Jahrndorf)            | Приходская церковь Дойч-Ярндорф         |
| Йойс (Jois) Унтере-Хауптштрасе, 24, 7093 Йойс, Австрия, тел. +43 (2160) 8318 (нем. Untere Hauptstraße 24, 7093 Jois, Österreich)                                                          | Святейшее Сердце Иисуса Христа (Hlgst. Herz Jesu)           | Приходская церковь Йойс (Pfarrkirche Jois)                                 | Приходская церковь Йойс                 |
| Кайзерштайнбрух (Kaisersteinbruch) Унтере-Хауптштрасе, 21, 7093 Йойс, Австрия, тел. +43 (2160) 8318 (нем. Untere Hauptstraße 21, 7093 Jois, Österreich)                                   | Святой Рох и Святой Себастьян (Hll. Rochus und Sebastian)   | Приходская церковь Кайзерштайнбрух (Pfarrkirche Kaisersteinbruch)          | Приходская церковь Кайзерштайнбрух      |
| Киттзе (Kittsee) Хауптплац, 1, 2421 Киттзе, Австрия, тел. +43 (2143) 2321 (нем. Hauptplatz 1, 2421 Kittsee, Österreich)                                                                   | Воздвижение Креста Господня (Kreuzerhöhung)                 | Приходская церковь Киттзе (Pfarrkirche Kittsee)                            | Приходская церковь Киттзе               |
| Никкельсдорф (Nickelsdorf) Виндгассе, 2, 2425 Никкельсдорф, Австрия, тел. +43 (2147) 2216 (нем. Windgasse 2, 2425 Nickelsdorf, Österreich)                                                | Николай Чудотворец (Hl. Nikolaus)                           | Приходская церковь Никкельсдорф (Pfarrkirche Nickelsdorf)                  | Приходская церковь Никкельсдорф         |
| Нойдорф-бай-Парндорф (Neudorf bei Parndorf) Унтере-Хауптштрасе, 20, 2475 Нойдорф-бай-Парндорф, Австрия, тел. +43 (2166) 2213 (нем. Untere Hauptstraße 20, 2475 Neudorf b. P., Österreich) | Леонард Лиможский (Hl. Leonhard)                            | Приходская церковь Нойдорф-бай-Парндорф (Pfarrkirche Neudorf bei Parndorf) | Приходская церковь Нойдорф-бай-Парндорф |
| Нойзидль-ам-Зе (Neusiedl am See) Хауптплац, 3, 7100 Нойзидль-ам-Зе, Австрия, тел. +43 (2167) 2443 (нем. Hauptplatz 3, 7100 Neusiedl am See, Österreich)                                   | Николай Чудотворец и Святой Галл (Hll. Nikolaus und Gallus) | Приходская церковь Нойзидль-ам-Зе (Pfarrkirche Neusiedl am See)            | Приходская церковь Нойзидль-ам-Зе       |
| Пама (Pama) Хауптплац, 5, 2422 Пама, Австрия, тел. +43 (2142) 5386 (нем. Hauptplatz 5, 2422 Pama, Österreich)                                                                             | Собор всех святых (Allerheiligen)                           | Приходская церковь Пама (Pfarrkirche Pama)                                 | Приходская церковь Пама                 |
| Парндорф (Parndorf) Хауптштрасе, 115, 7111 Парндорф, Австрия, тел. +43 (2166) 2313 (нем. Hauptstraße 115, 7111 Parndorf, Österreich)                                                      | Ласло I Святой (Hl. Ladislaus)                              | Приходская церковь Парндорф (Pfarrkirche Parndorf)                         | Приходская церковь Парндорф             |
| Поцнойзидль (Potzneusiedl) Кирхенплац, 2, 2473 Поцнойзидль, Австрия, тел. н/д (нем. Kirchenplatz 2, 2473 Potzneusiedl, Österreich)                                                        | Апостол Марк (Hl. Markus)                                   | Приходская церковь Поцнойзидль (Pfarrkirche Potzneusiedl)                  | Приходская церковь Поцнойзидль          |
| Цурндорф (Zurndorf) Обере-Хауптштрасе, 14, 2424 Цурндорф, Австрия, тел. +43 (2147) 2216 (нем. Obere Hauptstraße 14, 2424 Zurndorf, Österreich)                                            | Святой Пётр и святой Павел (Hll. Petrus und Paulus)         | Приходская церковь Цурндорф (Pfarrkirche Zurndorf)                         | Приходская церковь Цурндорф             |
| Эдельсталь (Edelstal) Кирхенгассе, 14, 2413 Эдельсталь, Австрия, тел. +43 (2143) 2762321 (нем. Kirchengasse 14, 2413 Edelstal, Österreich)                                                | Иштван I Святой (Hl. Stephan)                               | Приходская церковь Эдельсталь (Pfarrkirche Edelstal)                       | Приходская церковь Эдельсталь           |

## Внешние ссылки
- Официальный сайт епархии Айзенштадта (нем.)
- Информация об епархии Айзенштадта (англ.)
- Диоцез Айзенштадт (нем.)
- Диоцез Айзенштадт (обзорная информация) (нем.)
- Деканаты диоцеза Айзенштадт Dekanate (нем.)
- Приходы диоцеза Айзенштадт Pfarren (нем.)